# 瑪吉·錢皮恩
瑪喬里·塞萊斯特·「瑪吉」·錢皮恩（英語：Marjorie Celeste "Marge" Champion，1919年9月2日—2020年10月21日），婚前姓貝爾徹（Belcher），美國舞蹈家、編舞家及教育家，另外她曾出演多部電影和電視綜藝節目。

## 早年生活
瑪吉·錢皮恩在加利福尼亞州洛杉磯出生，本名為瑪喬里·賽勒斯特·貝爾徹（Marjorie Celeste Belcher），父親為荷里活著名舞蹈總監歐內斯特·貝爾徹，母親是格拉蒂絲·李·巴斯凱特，她還有同母異父的姊姊，就是美國女演員莉娜·巴斯凱特（1907年－1994年）。她從小就開始學習舞蹈，12歲時在父親的工作室擔任芭蕾舞教練。幾年後獲迪士尼聘請成為動畫片《白雪公主》裡女主角白雪公主的真人模特兒。在電影裡，他們透過複製她的一舉一動，以提高白雪公主的動作的真實感。她其後又成為《木偶奇遇記》裡藍仙女、以及《幻想曲》裡跳舞河馬的動作模特兒。在任職模特兒期間，她嫁給了迪士尼著名動畫師亞特·巴比特，他們於1940年離婚。

## 事業生涯
瑪吉離開迪士尼模特兒的工作後，取藝名為瑪喬里·貝爾（Marjorie Bell）， 在荷里活開展自己的演藝事業，其處女作是1939年的《維農與艾琳·卡索的故事》（The Story of Vernon and Irene Castle）。1946年，她結識了舞台劇導演、編舞家兼舞蹈家高爾·錢皮恩，兩人組成團隊，是為米高梅黃金時期期間著名的團隊，兩人更於翌年結為夫婦，自此她的事業開始起飛。他們育有兩子：布萊克·錢皮恩和演員格雷格·錢皮恩。
他們兩人在幾年間出演了多部米高梅的電影，其中包括1951年的《畫航璇宮》（Show Boat）和1952年的《我的一切屬於你》（Everything I Have Is Yours）。此外，米高梅亦邀請兩人重演昔日弗雷德·阿斯泰爾和琴吉·羅傑斯組合的電影，但兩人只選擇出演《賞心悅目》（改編自1935年電影《羅貝塔》），其餘的電影兩人拒絕出演。
兩夫婦除了出演電影之外，還進軍了電視界。1957年夏季，他們擁有了自己的歌舞電視連續劇《瑪吉與高爾·錢皮恩秀》（The Marge and Gower Champion Show）。劇中瑪吉飾演舞蹈家、高爾飾演編舞家、巴迪·理查飾演鼓手寇西。瑪吉本人也在為電影、舞台劇以及電視節目設計舞蹈，並憑節目《星塵芭蕾舞廳皇后》獲得了1975年艾美獎最佳編舞獎。瑪吉於1970年代期間參與長老教會創意教會崇拜的工作，及提供工作坊和相關禮拜儀式的藝術節目，並著有《Catch the New Wind》和《God is A Verb》兩本書。
瑪吉與高爾於1973年離婚，1977年1月1日改嫁導演鮑里斯·薩加爾，成為女演員凱特蕾·薩加爾的繼母，直到1981年5月22日薩加爾逝世。之後，瑪吉在紐約市當舞蹈教師和編舞家，在螢幕前露面的次數已大為減少。1982年，她在電視連續劇《名揚四海》飾演一位對非裔美國人舞蹈學生存有偏見的芭蕾舞教師。2001年在百老匯音樂劇《癡人大秀》中飾演埃米莉·惠特曼。
2009年，瑪吉獲入選美國國家舞蹈博物館C.V.惠特尼名人堂。

## 外部連結
- 瑪吉·錢皮恩在互联网电影资料库（IMDb）上的資料（英文）
- 在AllMovie上瑪吉·錢皮恩的頁面（英文）
- moviesoon对话《白雪公主和七个小矮人》原型玛吉·钱皮恩，MovieSoon.com